# Camp Asaka
Koordinaten: 35° 46′ 47,5″ N, 139° 34′ 49,2″ O

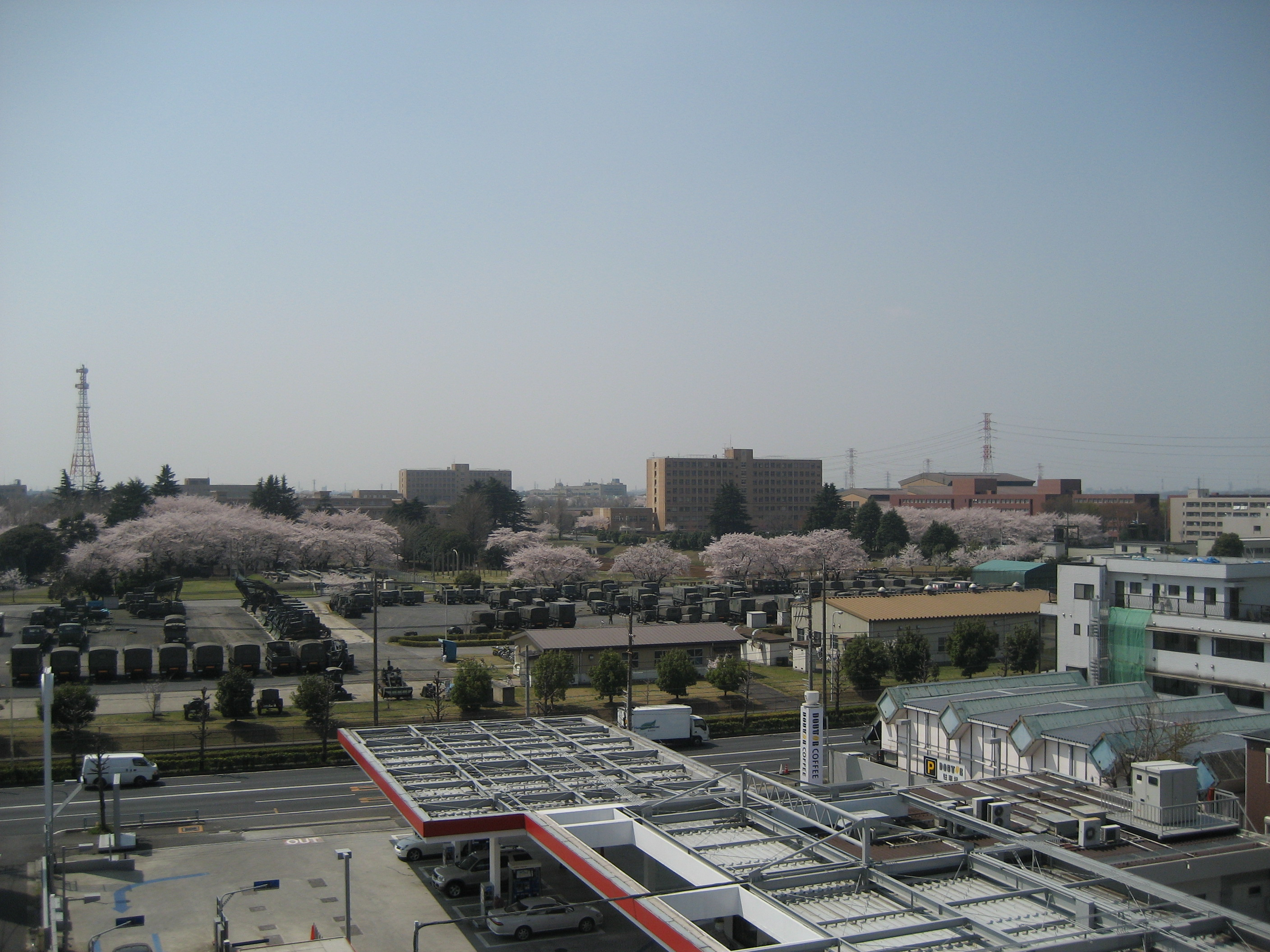

Der Asaka chūtonchi (jap. 朝霞駐屯地, japanisch etwa „Stützpunkt Asaka“, engl. Camp Asaka) ist ein Stützpunkt der Bodenselbstverteidigungsstreitkräfte in Japan. Der Stützpunkt umfasst eine Fläche von 909,701 Quadratmetern und liegt in den vier Gemeinden Asaka, Wakō, Niiza und Nerima an der Präfekturgrenze zwischen Saitama und Tokio. Es ist der Hauptsitz der „Ostarmee“ (東部方面隊 Tōbu hōmentai, engl. Eastern Army).
Von 1930 bis 1940 befand sich auf dem Grund der Golfplatz des Tokyo Golf Club (東京ゴルフ倶楽部 Tōkyō gorufu kurabu, vorher im späteren Olympiapark Komazawa, danach in Sayama). Ab 1941 diente es als Militärakademie der Kaiserlich Japanischen Armee (陸軍予科士官学校 rikugun yoka shikan gakkō, wörtl. „Offiziersvorbereitungsschule des Heeres“; der Heeresoffizierschule vorgeschaltet, vorher in Ichigaya im heutigen Bezirk Shinjuku). Nach dem Zweiten Weltkrieg wurde es von den Militäreinheiten der Vereinigten Staaten genutzt und trug bis 1960 den Namen South Camp Drake. Während dieser Zeit war unter anderem hier die 1st Cavalry Division stationiert.
Die dazugehörige Schießstand Asaka (朝霞射撃場 Asaka shagekijō, engl. Asaka Shooting Range) ist ein Schießstand, der anlässlich der Olympischen Sommerspiele 1964 in Tokio erbaut wurde, hier wurden die Wettkämpfe im Schießen, ausgenommen des Tontaubenschießens, sowie das Schießen des Modernen Fünfkampfs ausgetragen. Bei den Olympischen Sommerspielen 2020 wurden auf diesem Schießstand erneut die Schießwettkämpfe ausgetragen. Des Weiteren befand sich 1964 auf dem Gelände der Asaka Nezu Park, ein Areal, auf dem der Geländeritt des Modernen Fünfkampfs stattfand.